# Dirty Grandpa
Dirty Grandpa (Brasil: Tirando o Atraso / Portugal: Um Avô Muito à Frente) é um filme de comédia estadunidense de 2016 sobre um advogado que leva seu avô para a Flórida durante as férias de primavera. O filme foi dirigido por Dan Mazer e escrito por John Phillips. É estrelado por Robert De Niro, Zac Efron, Aubrey Plaza e Zoey Deutch.
As filmagens começaram em 19 de janeiro de 2015 em Atlanta e terminaram em 9 de maio. Dirty Grandpa foi lançado no cinema em 22 de janeiro de 2016 pela Lionsgate. O filme arrecadou US$105,2 milhões contra um orçamento de produção de US$25 milhões, mas foi recebido com uma recepção crítica fortemente negativa, e vários críticos o consideraram o pior filme que já haviam visto.

## Sinopse
Jason Kelly é um advogado que trabalha para o pai. A avó de Jason morre e, após o funeral, seu avô veterano do Exército dos Estados Unidos, tenente-coronel Dick Kelly, pede a Jason que o leve a Boca Raton, na Flórida. Jason se casa com sua noiva controladora, Meredith, em uma semana, mas decide levar seu avô de qualquer maneira.
No caminho até lá, os dois conhecem a antiga colega de fotografia de Jason, Shadia, junto com suas amigas Lenore e Bradley. Dick e Lenore são instantaneamente atraídos um pelo outro. Dick diz às meninas que ele é professor e que Jason é fotógrafo. Todos seguem caminhos separados, mas Dick convence Jason que eles devem conhecer as garotas em Daytona Beach, Flórida, porque Dick quer fazer sexo com Lenore. Os dois vão para um campo de golfe, onde Dick flerta com duas mulheres.
Em Daytona Beach, eles se encontram com as garotas e seus amigos, Cody e Brah, com quem competem em beber cerveja. Naquela noite, um Jason bêbado e vestindo uma pochete festeja e fuma crack que ele recebeu de um traficante de drogas chamado Pam. Ele rouba uma motocicleta e acorda no dia seguinte na praia. Durante um FaceTime desajeitado com Meredith, um garoto pega a mochila e a tira; seu pai suspeita que Jason seja um pervertido e chama a polícia, que imediatamente prende Jason. Dick o ajuda a sair e os dois visitam o velho amigo do exército de Dick, Stinky, em uma casa de repouso. Eles encontram as meninas novamente e entram em um concurso de flexão com Cody e Brah; quando eles perdem, Dick altera um canhão de camiseta para disparar uma lata de cerveja na dupla vencedora, hospitalizando-os. Com Cody e Brah no hospital, Jason e Dick ficam no quarto de hotel. Depois que Dick revela a Jason que ele era um Boina Verde, os dois vão a uma boate com as meninas. Dick briga com alguns homens depois que eles intimidam Bradley por sua homossexualidade. No dia seguinte, Jason encontra Shadia e ela diz a ele que partirá em breve e viverá em um navio por um ano.
Naquela noite, Jason planeja dizer a Shadia quem ele realmente é, mas antes que ele possa, Cody faz uma pesquisa on-line e diz a Shadia que Jason já está noivo. Jason é pego com drogas e é jogado na prisão novamente. No dia seguinte, Dick o interrompe e diz a Jason que sua verdadeira razão para a viagem foi convencer Jason a não prosseguir com o casamento. Jason deixa Dick e volta para casa.
Durante seu ensaio de casamento, Dick invadiu o sistema do computador, revelando fotos embaraçosas de Jason durante a festa. Jason diz que não pode se casar com Meredith, que revela que ela teve um caso com seu primo, embora Jason não ouça essas informações devido à acústica ruim, seu primo dizendo rapidamente que Meredith lhe disse para fazer o que ele quer fazer. Ele, Dick e Pam, com David (filho de Dick e pai de Jason), usam o caminhão de sorvete de Pamp ara pegar o ônibus em que Shadia está saindo. Jason e Shadia se beijam, e ele entra no ônibus com ela, enquanto David e Dick, anteriormente separados, se reconectam. Dick vai para sua casa em Boca Raton e encontra Lenore lá esperando por ele, e eles fazem sexo. Dick e Lenore se casam e têm um bebê, e Jason e Shadia são nomeados padrinhos.

## Elenco
- Zac Efron como Jason Kelly[6]
- Robert De Niro como Richard "Dick" Kelly, avô de Jason[6]
- Zoey Deutch como Shadia[6]
- Aubrey Plaza como Lenore, a melhor amiga de Shadia[7]
- Julianne Hough como Meredith Goldstein, a noiva de Jason[8]
- Dermot Mulroney como David Kelly, pai de Jason e filho de Dick[7][8]
- Jason Mantzoukas como Pam
- Jeffrey Bowyer-Chapman como Bradley, amigo gay de Shadia e Lenore
- Jake Picking como Cody
- Michael Hudson como Brah
- Adam Pally como Nick[9]
- Henry Zebrowski como oficial Gary Reiter
- Mo Collins como oficial Jean Finch
- Danny Glover como Stinky
- Brandon Mychal Smith como Tyrone
- Eugenia Kuzmina como Hippie Cathy, aparece brevemente no fundo de uma cena. Suas falas foram cortadas do filme final.

## Produção
O roteiro do filme foi apresentado na edição de 2011 da Black List, uma lista anual de roteiros bem recebidos, mas não produzidos, em circulação. Antes da escolha por De Niro, Jeff Bridges e Michael Douglas foram considerados para o papel principal.
A entrada no elenco de De Niro, juntamente com o de Zac Efron, foi confirmado em setembro de 2014. Zoey Deutch ingressou como protagonista feminina, seguida em janeiro por Adam Pally e Aubrey Plaza. Plaza disse que se inspirou no papel porque era diferente dos personagens que costumava interpretar, e também no fato de que o papel a deixava se envolver em comédia física.

### Filmagem
A filmagem principal começou em Atlanta, Geórgia, em 5 de janeiro de 2015. Em 4 de fevereiro, as filmagens ocorreram em McDonough. Nos dias 9 e 10 de fevereiro, as filmagens ocorreram no The Grand Atrium, em 200 Peachtree, em Atlanta. A filmagem preliminar do filme terminou em 13 de fevereiro de 2015, em Hampton, Geórgia.
Depois que as filmagens terminaram oficialmente, estava programado novamente para voltar de 27 de abril a 5 de maio, com o elenco e a equipe filmando cenas de férias de primavera em Tybee Island, na Geórgia. Em 27 de abril, as filmagens foram retomadas, com Efron se preparando para suas cenas. A produção terminou oficialmente em 9 de maio de 2015.

## Lançamento
Em 29 de outubro de 2015, a Lionsgate lançou o primeiro pôster e trailer do filme. O primeiro cartaz foi uma paródia do cartaz do filme de 1967 de Mike Nichols, The Graduate.
O filme foi inicialmente marcado para um lançamento no Natal de 2015, mas foi adiado para 12 de agosto de 2016. Foi trazido até 26 de fevereiro de 2016, antes de finalmente ser transferido para 22 de janeiro de 2016.

## Recepção

### Bilheteria
Dirty Grandpa arrecadou US$35,5 milhões nos Estados Unidos e Canadá e US$69,6 milhões em outros territórios, num total mundial de US$105,2 milhões, contra um orçamento de produção de US$11,5-25 milhões.
O filme foi lançado na América do Norte em 22 de janeiro de 2016, ao lado de The 5th Wave e The Boy, e foi projetado para arrecadar entre US$10 e 13 milhões entre 2,912 cinemas no fim de semana de estreia. O filme faturou US$4,3 milhões em seu primeiro dia e estreou com US$11,1 milhões, terminando em 4º nas bilheterias.

### Resposta crítica
Dirty Grandpa teve no Rotten Tomatoes uma classificação de aprovação de 11% com base em 133 críticas e uma classificação média de 2,76/10. Em Metacritic, o filme tem uma pontuação de 21 em 100 com base em 27 críticos, indicando "críticas geralmente desfavoráveis". As audiências consultadas pelo CinemaScore deram ao filme uma nota média de "B" na escala A+ a F.
Dirty Grandpa recebeu críticas negativas por seu humor grosseiro e chocante, que também foi considerado sexista, homofóbico e racista. Frank Scheck, do The Hollywood Reporter, disse que, embora o humor seja subjetivo "Pode-se afirmar definitivamente que Dirty Grandpa é totalmente sem graça". Scheck critica especialmente o tom desigual do filme e diz que "nem sequer tem a coragem de suas convicções anárquicas, frequentemente abandonando seu humor insípido para se entregar a cenas sentimentais".
Mike Ryan, do Uproxx, disse: " Dirty Grandpa é o pior filme que eu já vi em um cinema. Queime-o". Mais tarde, ele também o escolheu como o pior filme que ele havia revisado e visto. Pete Hammond, da Deadline Hollywood, disse: "[...] Dirty Grandpa, não é apenas o pior filme que [De Niro] já esteve, mas pode ser o pior filme que alguém já participou". Richard Roeper, do Chicago Sun-Times, não deu estrelas ao filme e escreveu: "Se Dirty Grandpa não é o pior filme de 2016, tenho uma tortura cinematográfica séria no meu futuro próximo".
Glenn Kelly, do RogerEbert.com, disse: "O ator Bela Lugosi apareceu em alguns filmes de referência, talvez até ótimos, no início de sua carreira em Hollywood nos anos 1930. [...] O filme final de Lugosi foi o “Plan 9 From Outer Space”, de 1959, frequentemente citado como o pior filme já feito. Os marcos cinematográficos da carreira de De Niro incluem filmes como “The Godfather, Part II” de Coppola e "Raging Bull" de Scorsese. Ele foi destaque em um bom número de filmes muito ruins nos anos seguintes. Mas isso? Este pode ser apenas o seu próprio “Plan 9.”"

### Premiações
No 37º Framboesa de Ouro, recebeu cinco indicações, como Pior Filme, Pior Ator (De Niro), Pior Atriz Coadjuvante ( Julianne Hough e Aubrey Plaza, respectivamente) e Pior Roteiro, mas não venceu em nenhuma categoria.
| Prêmio            | Categoria              | Destinatário     | Resultado |
| ----------------- | ---------------------- | ---------------- | --------- |
| Framboesa de Ouro | Pior Filme             | Bill Block       | Indicado  |
| Framboesa de Ouro | Pior Filme             | Michael Simkin   | Indicado  |
| Framboesa de Ouro | Pior Filme             | Jason Barrett    | Indicado  |
| Framboesa de Ouro | Pior Filme             | Barry Josephson  | Indicado  |
| Framboesa de Ouro | Pior Ator              | Robert De Niro   | Indicado  |
| Framboesa de Ouro | Pior Atriz Coadjuvante | Julianne Hough   | Indicado  |
| Framboesa de Ouro | Pior Atriz Coadjuvante | Aubrey Plaza     | Indicado  |
| Framboesa de Ouro | Pior Roteiro           | John M. Phillips | Indicado  |

## Mídia doméstica
Dirty Grandpa recebeu um lançamento em DVD e Blu-ray em 17 de maio de 2016. A edição em Blu-ray apresentou uma versão sem classificação do filme, incluindo um comentário em áudio, um making-of, erros cômicos das gravações e três featurettes. Foi lançado em 4K UHD Blu-Ray em 12 de junho de 2018.